# Pokémon Origins
Pokémon Origins, conhecido no Japão como Pocket Monsters: The Origin (ポケットモンスター THE ORIGIN, Poketto Monsutā Ji Orijin), é um anime especial baseado na franquia Pokémon da Nintendo. Ao contrário da série de televisão original, esse especial possui a história baseada nos jogos Pokémon Red e Blue. Os estúdios responsáveis pela animação são OLM, Production I.G e Xebec. O especial é dividido em quatro partes, sendo cada uma dirigida por um diretor diferente. Ele foi ao ar na TV Tokyo em 2 de outubro de 2013, dez dias antes do lançamento dos jogos Pokémon X e Y, e foi transmitido internacionalmente entre 15 de novembro e 2 de dezembro de 2013.

## História
Sendo o especial baseado nos jogos Pokémon Red e Blue, a história gira em torno de um garoto chamado Red, que começa sua jornada com seu parceiro Pokémon, Charmander. Red tem como objetivo capturar todos os Pokémon conhecidos na região de Kanto e se tornar um Mestre Pokémon. Ao longo do caminho, ele se depara com seu rival, Blue ("Green", no Japão), vários Líderes de Ginásio e a organização criminosa chamada Equipe Rocket.

## Elenco
- Junko Takeuchi como Red (レッド, Reddo)[7]
- Takuya Eguchi como Green (グリーン, Gurīn, Blue)[8]
- Katsuji Mori como Professor Orchid (オーキド博士, Ōkido-hakase, Professor Carvalho)[7]
- Tomokazu Sugita como Takeshi (タケシ, Brock)[8]
- Rikiya Koyama como Sakaki (サカキ, Giovanni)[9]
- Tokuyoshi Kawashima como Wataru (ワタル, Lance)
- Yui Ishikawa como Reina (レイナ)
- Minoru Inaba como Mr. Fuji (フジ老人, Fuji-rōjin)

## Episódios
| # | Título                             | Exibição original    |
| --- | ---------------------------------- | -------------------- |
| 01 | "Red" "Reddo" (レッド)             | 2 de outubro de 2013 |
| Tudo começa numa manhã quando Red acorda para escolher seu primeiro Pokémon, até se esbarrar com Green(The trash). Em seguida, são chamados pelo Professor Carvalho(uncle of pokemons), que lhes dá uma Pokédex, pedindo-lhes para completá-la com os dados dos Pokémons em toda a região de Kanto. Em troca, ele dá a cada um deles um parceiro Pokémon: Red escolhe um Charmander e Green um Squirtle. Depois de várias batalhas, a captura de Pokémons selvagens e aquisição de dados para a sua Pokédex ao longo do caminho, Red confronta Green e é derrotado pelo seu Squirtle. Como Red sente abatido de sua derrota, ele encontra um jovem que lhe ensina sobre o vínculo entre treinadores e Pokémon antes de dirigir-lhe a uma cidade vizinha, a Cidade de Viridian, onde ele pode curar seus Pokémon. Mais tarde, chegando no Ginásio de Pewter, ele descobre que o tal jovem que conheceu antes, é o Líder de Ginásio Brock, que se oferece para enfrentá-lo em uma batalha de ginásio. Depois de saber que o seu Charmander é do tipo fogo de e ineficaz contra tipo pedra, o Geodude de Brock, Red consegue vencê-lo com o seu Nidoran. No entanto, Brock logo revida com seu Onix, que derrota maioria dos Pokémons do Red. Começando a entender sobre o vínculo entre treinadores e Pokémons, Red consegue derrotar o Onix com seu Charmander, ganhando uma insígnia de pedra de Brock.                                                                         |                                    |                      |
| 02 | "Cubone" "Karakara" (カラカラ)     | 2 de outubro de 2013 |
| Depois de enfrentar muitas mais batalhas e ganhar mais duas insígnias de ginásio de Misty e Lt. Surge, Red chega na cidade de Lavender, onde ele ouve muitos boatos sobre fantasmas que espreitam na torre de Pokémon, um cemitério Pokémon. Antes de ir para a Torre, Red vai para um lugar onde cuida de Pokémons abandonados, onde conhece uma garota chamada Reina, juntamente com um Cubone que ficou órfão depois que sua mãe, uma Marowak, foi morta pela Equipe Rocket. Ele logo descobre que o dono da pensão, Mr. Fuji, foi para a Torre Pokémon, que foi invadida pela Equipe Rocket. Red decide ir para a torre para procurá-lo enquanto Green, ouvindo a conversa, decide ir lá também. Ambos em breve encontram um fantasma, que logo é revelado, por um Silph Scope que Green pegou da Equipe Rocket, que o fantasma era a mãe do Cubone. Cubone, que tinha acabado de sair da pensão para ir para à torre, se reúne com sua mãe, permitindo-lhe passar, para que Red salve o Mr. Fuji. Como agradecimento, o Mr. Fuji dá a Red uma Poke-flauta e algumas pedras misteriosas, antes de retomar a sua viagem. |                                    |                      |
| 03 | "Giovanni" "Sakaki" (サカキ)       | 2 de outubro de 2013 |
| Depois de Red obter mais duas insígnias de Sabrina e Erika, seu Charmander evolui para Charmeleon e em seguida para Charizard, ele e Green encontram a vice-presidente da Companhia Silph, que havia sido tomada como refém pela Equipe Rocket, que está tentando obter a Master Ball, a Pokébola capaz de capturar qualquer Pokémon sem falhar. Red infiltra na corporação, libertando todos os cientistas e Pokémon, recebendo um Lapras em gratidão de um dos cientistas. Red confronta o líder da Equipe Rocket, Giovanni, em que é derrotado pelo seu Nidoqueen antes de fugir. Continuando sua viagem, ele ganha mais duas insígnias, uma de Blaine e uma Koga. Red chega na Cidade de Viridian, onde ele descobre que o líder do último ginásio é na verdade o próprio Giovanni. Giovanni primeiro usa Rhyhorn, que facilmente supera a maioria dos Pokémon de Red, mas Red consegue nocautear Rhyhorn com seu Hitmonlee. Em seguida, Giovanni usa um Rhydon, que vence de Hitmonlee. Red usa seu Charizard contra Rhydon de Giovanni, conseguindo derrotá-lo. Respeitando a força da Red, Giovanni desfaz as operações da Equipe Rocket e premia Red com a última insígnia de Ginásio para entrar na Liga Pokémon. Giovanni ainda relembra de como é importante gostar dos Pokémon quando batalhou com Red. |                                    |                      |
| 04 | "Charizard" "Rizādon" (リザードン) | 2 de outubro de 2013 |
| Red finalmente chega à Liga Pokémon no Planalto Indigo, onde ele enfrenta a Elite Quatro. No entanto, ele descobre que tem de vencer Green para obter o título de campeão da Liga Pokémon. A fim de obter o título para si mesmo, Red desafia Green para uma batalha. A batalha logo se resume a um confronto entre Charizard do Red e Blastoise de Green, com Charizard conseguindo vencer. Eles são, então, visitado pelo Professor Carvalho, que imortaliza Red e seus Pokémon da história da Liga dos Campeões. Depois, Red continua sua jornada e consegue pegar todos os 149 Pokémon conhecidos. Ao voltar para casa, no entanto, Red descobre que Green foi massacrado por um misterioso Pokémon não listado entre aqueles que Red encontrou. Recordando um diário que ele encontrou durante as suas viagens, Red deduz que este seja um Pokémon artificialmente criado chamado Mewtwo. Depois de receber conselhos do Professor Carvalho sobre as pedras que Mt.Fuji que tinha lhe dado, Red vai enfrentar Mewtwo, achando que ele seja incrivelmente poderoso. Tanto Red como Charizard estão determinados a não desistir, as pedras que receberam, revelou ser Mega Stones, originária da região Kalos, começam a brilhar, resultando em uma mega evolução que transforma Charizard em mega Charizard X, permitindo-lhes derrotar e capturar Mewtwo. Ao perceber que ainda há um Mew a ser encontrado, Red torna-se determinado a completar totalmente o seu Pokédex. |                                    |                      |